# Râul Racovița (Brașov)
Râul Racovița este afluent al râului Olt în județul Brașov. Se varsă în lacul Olteț.

## Hărți
- Harta Munții Făgăraș  Arhivat în 8 septembrie 2013, la Wayback Machine.
- Harta Județului Brașov